# Edward Mapplethorpe
Edward Mapplethorpe (* 1960 in Floral Park, Queens, New York City) ist ein US-amerikanischer Fotograf und Maler.

## Lebenslauf
Edward Mapplethorpe wurde als sechstes von sechs Kindern einer katholischen Familie geboren. Mit seinem Bruder, dem weltbekannten Fotografen Robert Mapplethorpe, fing Edward Mapplethorpe seine Karriere an. Edward Mapplethorpe studierte an der State University of New York in Stony Brook. Er lebt und arbeitet in New York.

## Werk
Der Künstler setzt in der 2007/2008 entstandenen Serie "TimeLines" seine formale Erforschung der Linie fort und kombiniert sie mit den gestischen Impulsen des Action Painting und den mechanischen Prozessen der Fotografie. Das Verwenden von Haarmaterial erlaubt ihm ein Spiel zwischen Kontrolle und Zufall, das seine künstlerische Arbeit stets strukturiert hat und diese zu einer neuen Ebene von Komplexität führt.
Für Mapplethorpe ist Haar Sinnbild von Revolution, Zeichen und Barometer der Änderung des jeweils gegenwärtigen Status quo. Dessen Anwendung impliziert konzeptionelle und formale Risiken, die der Künstler mit diesem ambitionierten Projekt auf sich nimmt. Seine letzten  Ausstellungen zeigen einzigartige Arbeiten, die allein in der Dunkelkammer entstanden, ganz ohne Kamera. Das Ergebnis ist eine spirituelle und organische Balance zwischen Chaos und Ordnung, eine außergewöhnlich visuelle Bandbreite, die sowohl die komplexe Besonderheit flüchtiger Linien als auch ein schwungvoll graphisches Durcheinander von Farben umfasst. Diese neuen abstrakten Arbeiten bieten nicht nur einen Einblick in Mapplethorpes Geschichte als Fotograf, sondern zeigen auch einen Künstler, der kontinuierlich die Grenzen des fotografischen Prozesses aufbricht und verschiebt.
Mapplethorpe konzipierte diese Idee einige Jahre zuvor, zunächst über die Möglichkeit nachdenkend, dass traditionelle fotografische Methoden bald obsolet sein könnten. Obwohl Mapplethorpe zeitweise neue digitale Technologien einbezieht, behält er einen puristischen Ansatz bei, was ihn dazu führt, ein traditionelles Medium in seinen absoluten Ursprüngen zu zeigen.

## Ausstellungen
Einzelausstellungen (Auswahl)
- 2009: Studio d´Arte Contemporanea Pino Casagrande, Rom/Italien
- 2008: TimeLines, Galerie artMbassy, Berlin
- 2008: TimeZones, Ketterer Kunst, Berlin
- 2007: Edward Mapplethorpe, Michael Foley Gallery, New York/USA
- 2005: Undercurrents, Comerford/Hennessy, Bridgehampton, New York/USA
- 2004: HAIR Transfer, Shiseido La Beauté, Paris/Frankreich
- 2003: Drawings, Holly Hunt Showroom, New York/USA*
- 2001: Transmographs & Compositions, Galerie Valerie Cueto, Paris/Frankreich
- 1996: Edward Mapplethorpe: Photographs, Museo de Bella Artes, Maracaibo/Venezuela
- 1995: Stars and Stripes”, James Danziger Gallery, New York/USA
- 1994: Alliances: Selected Photographs, 1987-1993”, The Ralls Collection, Washington/USA
- 1994: Nudes and Underwater Photographs, A.O.I. Gallery, Santa Fe/USA
- 1994: Undercurrents, James Danziger Gallery, New York/USA
- 1994: Photographs, Fay Gold Gallery, Atlanta/USA
- 1994: Photographs, Prinze Gallery, Tokyo, Japan
- 1990: Photographs, Hamiltons, London, England
- 1990: Photographs, Fahey/Klein Gallery, Los Angeles/USA
- 1990: Photographs, James Danziger Gallery, New York/USA

Gruppenausstellungen (Auswahl)
- 2008: Zeichnungen und Kleinformate, Galerie artMbassy, Berlin
- 2008: scope MIAMI, Galerie artMbassy, Miami/USA
- 2008: PREVIEW BERLIN, Galerie artMbassy, Berlin
- 2002: Naked, artupstairs@ghb. East Hampton, New York/USA
- 2002: To the Flag: Taking Liberties, Three Rivers Festival Gallery, Pittsburgh/USA
- 2002: Star Spangled Spirit, Bonni Benrubi Gallery, New York/USA
- 2002: America, The Ralls Collection, Washington/USA
- 1998: Air and Water, The Ralls Collection, Washington/USA
- 1996: Intimate Objects, The Center for Creative Photography, Tucson/USA
- 1997: Selections from the Permanent Collection. The Ralls Collection, Washington/USA
- 1996: Water, Hamiltons, London/GB
- 1995: Water, Robert Klein Gallery, Boston/USA
- 1995: H2O, Yancy Richardson Gallery, New York/USA
- 1992: New Work I: Regarding the Elements, James Danziger Gallery, New York/USA
- 1992: G. Ray Hawkins Gallery, Los Angeles/USA

## Auszeichnungen
- 2004: The Henry Buhl Foundation Prize

## Werke
Wichtige Serien:
- TimeZones 2008
- TimeLines 2007/2008